# التعليم في مقدونيا
دستور مقدونيا الشمالية ينص على تعليم إجباري ومحاني في المرحلة الابتدائية والثانوية، والقانون المتعلق بالتعليم الأساسي ينص على أن الأطفال من عمر السادسة إلى الخامسة عشر يجب أن يدرسوا لمدة تسعة سنوات. القانون المتعلق بالتعليم الثانوي ينص على أن المراهقين من عمر الخامسة عشر إلى التاسعة عشر يجب أن يدرسوا لمدة ثلاث أو أربع سنوات حسب نوع المدرسة الثانوية.
في عام 1996 بلغ معدل الالتحاق بالمدرسة الابتدائية 99.1 من المائة. معدل التخلي عن الدراسة في المرحلة الابتدائية والثانوية للإناث مرتفع، خاصة عند الغجر.

## التعليم ما بعد الثانوي
شمال مقدونيا مرشحة للانضمام للاتحاد الأوروبي، ولهذا يجب عليها اتباع مشروع بولونيا المتعلق بإنشاء فضاء جامعي متطابق بين دول الاتحاد.
التغييرات في النظام التعليمي يتم تمويلها من عدة جهات، بما في ذلك البنك العالمي والاتحاد الأوروبي.